# Mezzouna (délégation)
Mezzouna est une délégation tunisienne dépendant du gouvernorat de Sidi Bouzid.
En 2004, elle compte 22 839 habitants dont 11 128 hommes et 11 711 femmes répartis dans 3 908 ménages et 4 425 logements.